# Radomierzyce
Radomierzyce (německy Radmeritz) je sídlo na jihozápadě Polska. Správně spadá do gminy Zgorzelec v okrese Zhořelec. Od svého správního střediska je vzdáleno přibližně 10 kilometrů. Západně od města protéká Lužická Nisa, která tvoří hranici mezi Polskem a Německem. Jižně od Radomierzyce se do Lužické Nisy pravostranně vlévá řeka Smědá (na polském území nazývaná Witka). Ve městě stojí kostel a na jihozápadním okraji sídla byl na počátku 18. století vybudován zámek.

## Galerie

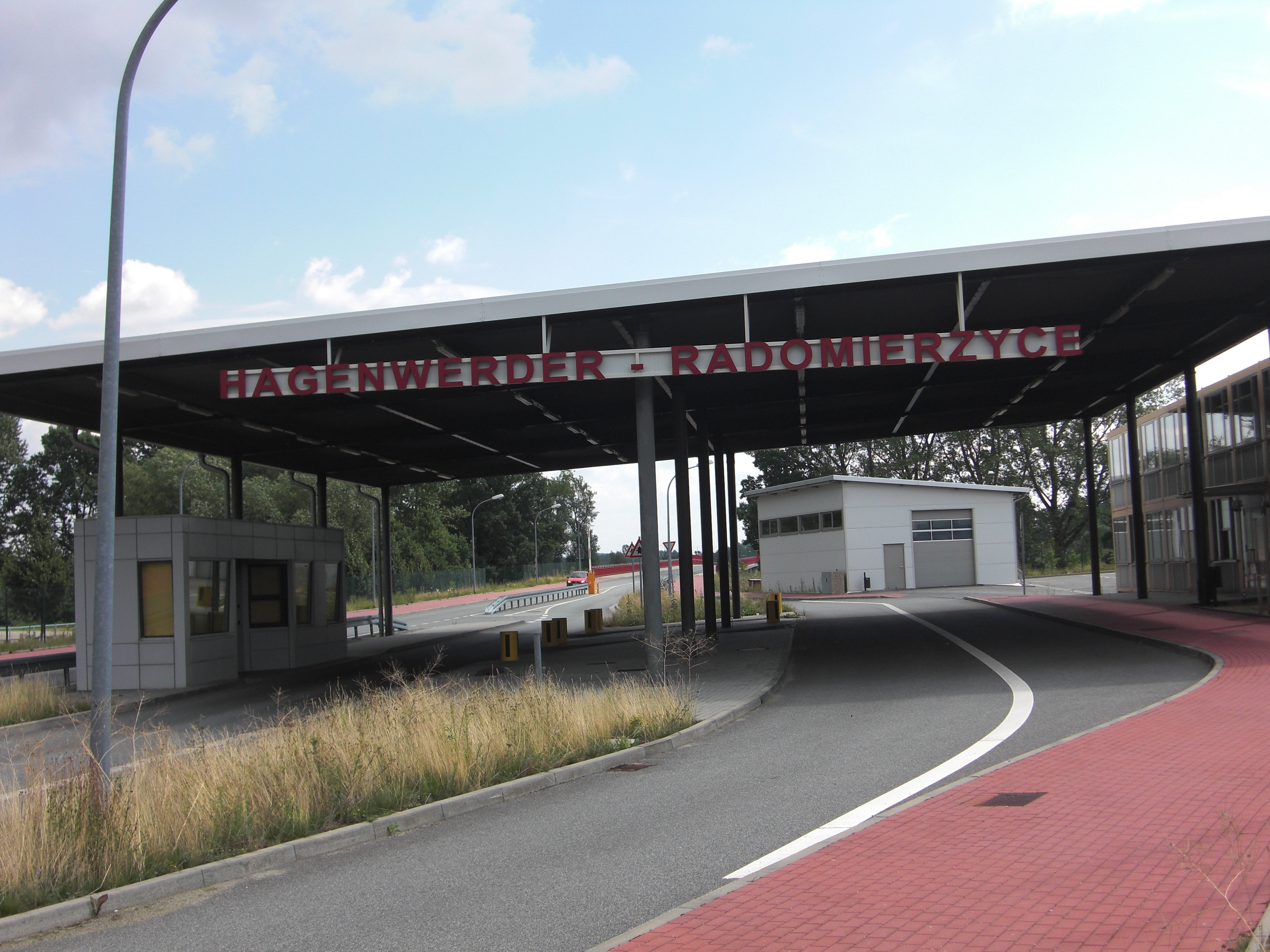
Hraniční přechod s Německem
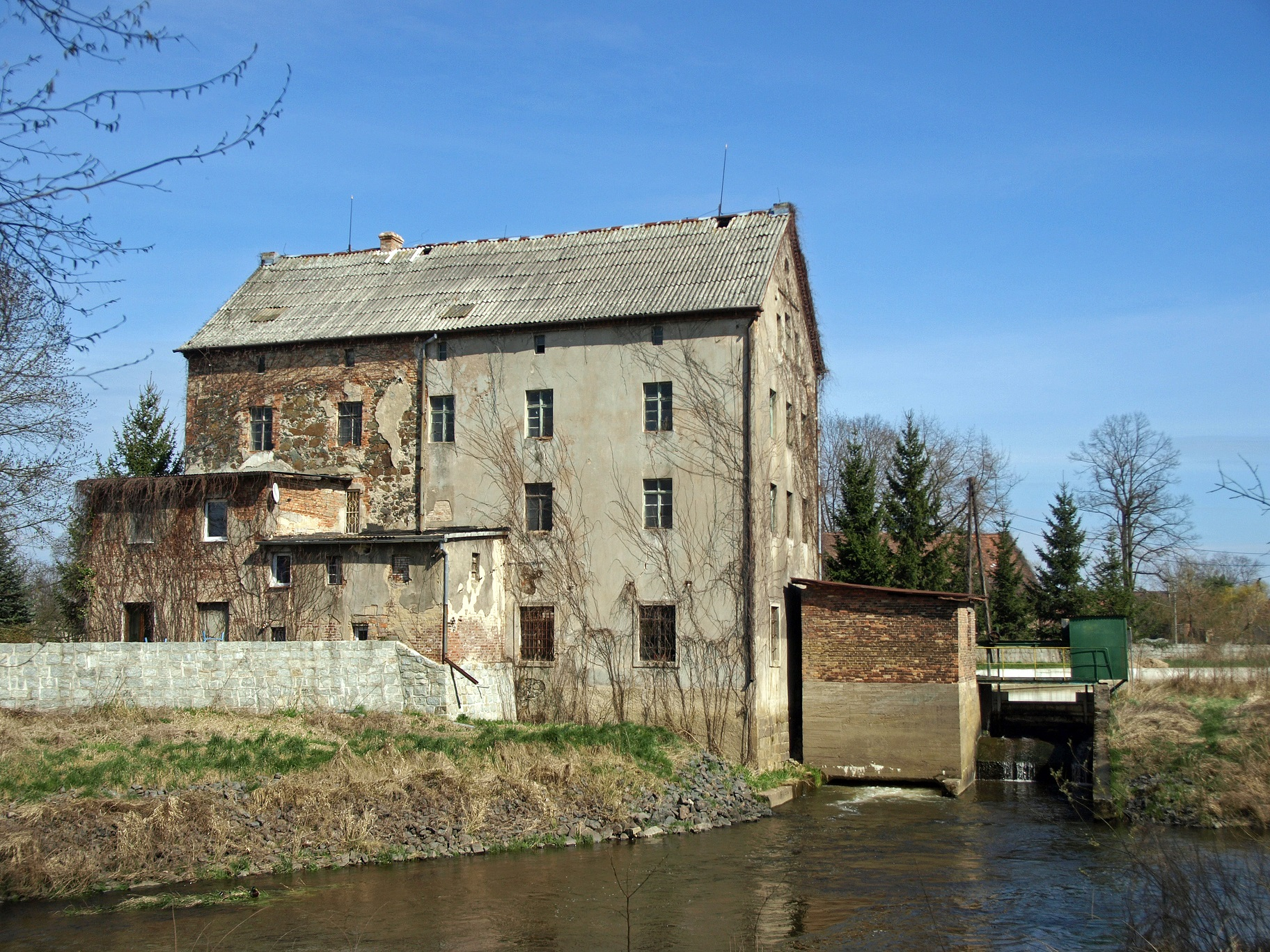
Mlýn
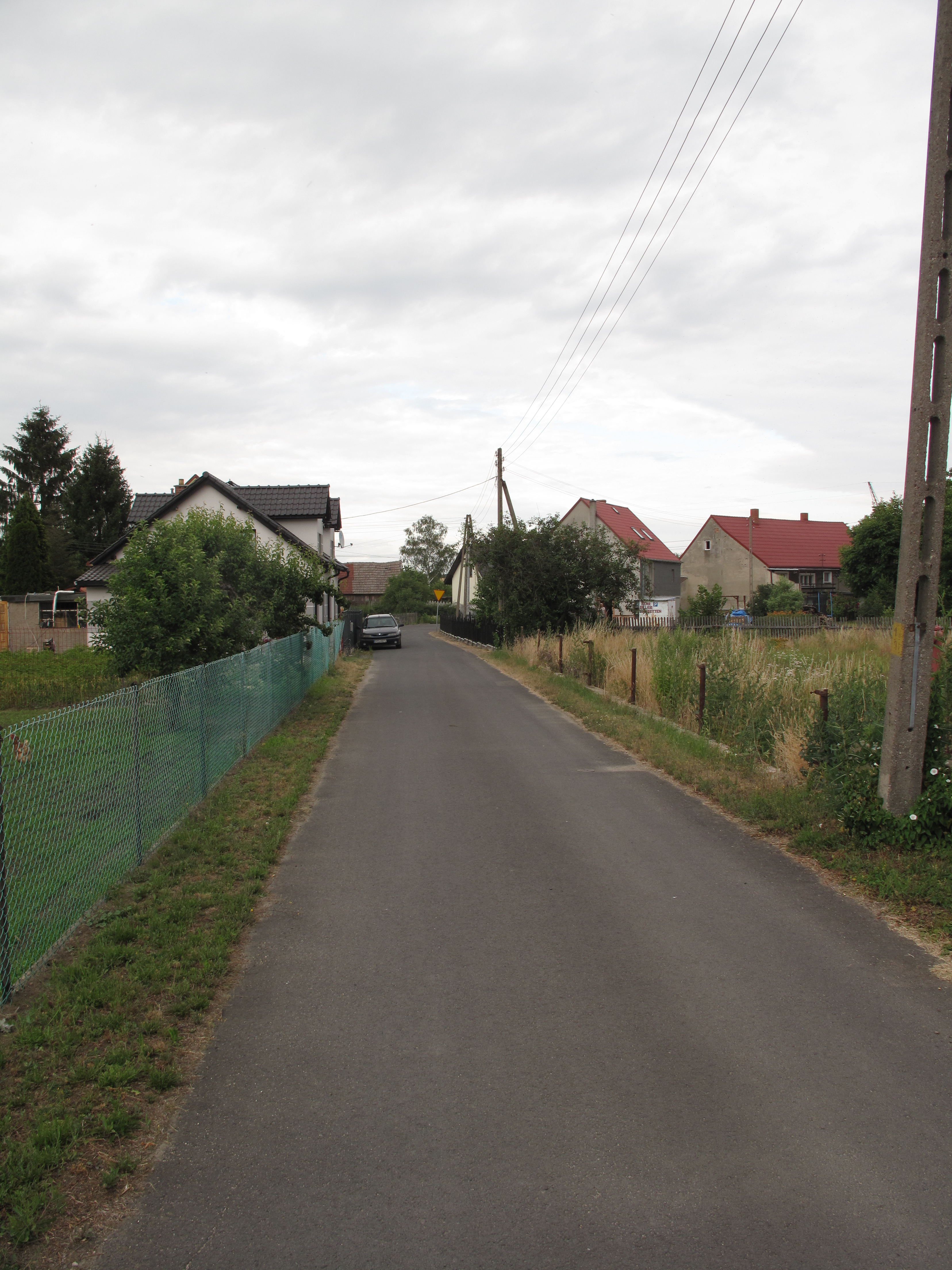
Ulice
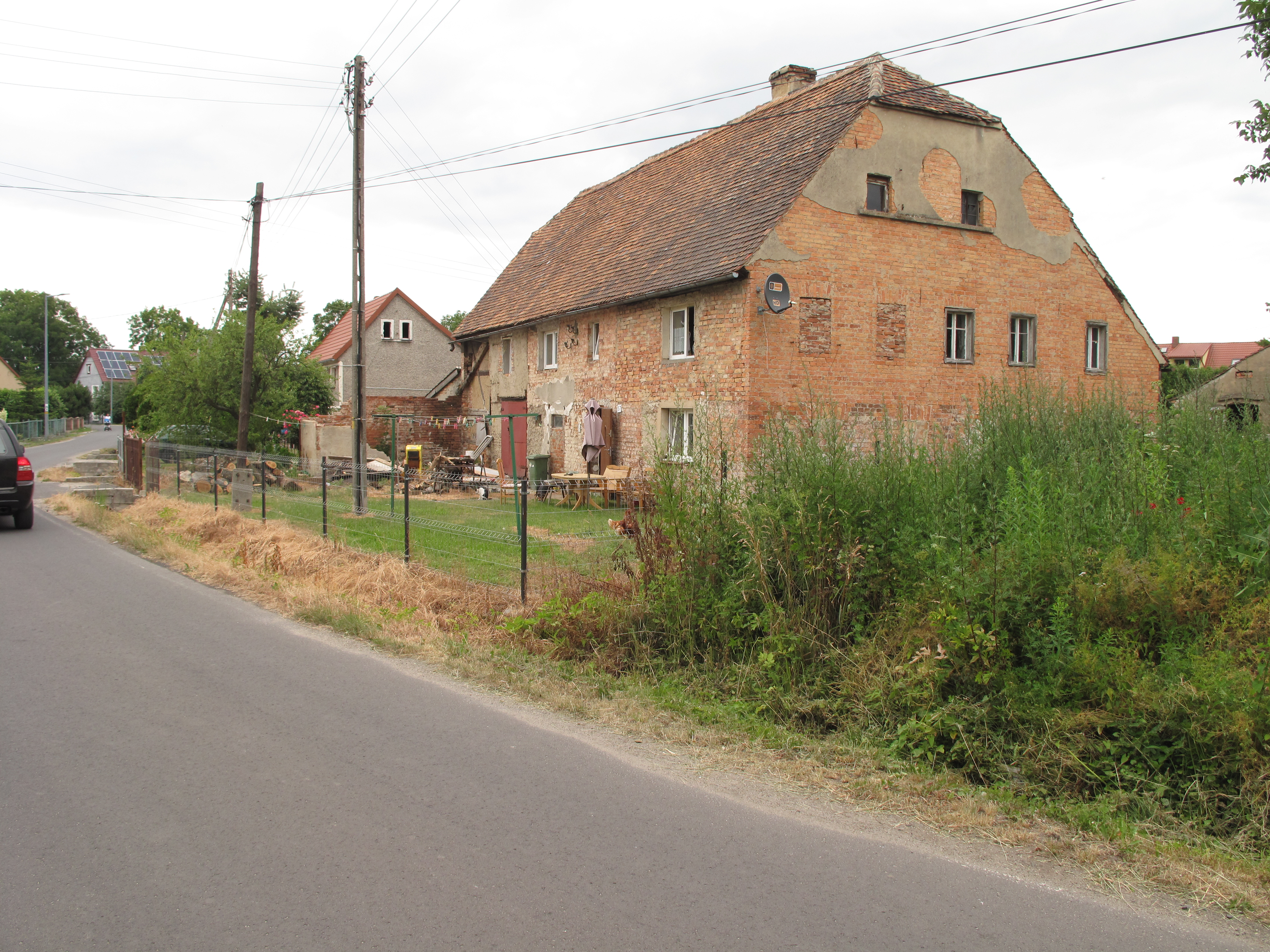
Dům u cesty